# Helen von Münchhofen

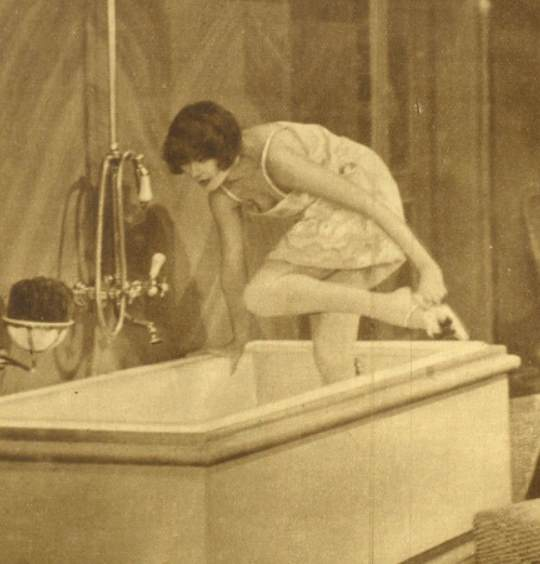
Helen von Münchhofen in Metropolis (Fritz Lang) 1927

Helen von Münchhofen (* 19. Februar 1904 in Kopenhagen als Helene Halkier; † 1956) war eine überwiegend in Deutschland tätige dänische Schauspielerin.

## Leben und Wirken
Helene Halkier kam im Jahr 1920 nach Berlin und begann an der Akademie der Künste ein Mal- und Zeichenstudium. Sie heiratete den Berliner Kunsthändler Freiherr von Lauer-Münchhofen und wurde mit 20 Jahren Mutter einer gleichnamigen Tochter, die nach dem Zweiten Weltkrieg als Theaterschauspielerin und Synchronsprecherin arbeiten sollte.
Die gebürtige Kopenhagenerin gab ihren Einstand vor der Kamera mit 17 Jahren in Dimitri Buchowetzkis Film Sappho. Doch ihre Eltern reagierten entsetzt, als sie davon erfuhren, dass ihre Tochter beim Film gelandet war. Da Helene noch minderjährig war, musste sie ihre Filmambitionen zurückstellen. Erst nach der Eheschließung und der Geburt ihrer Tochter kehrte sie mit einer winzigen Rolle in Fritz Langs legendärem Stummfilmklassiker Metropolis auf die Leinwand zurück. Es folgten bis zum Ende der Stummfilmära zahlreiche weitere Filmrollen, im deutschen Tonfilm war Helen von Münchhofen nur einmal (1930) zu sehen, an der Seite von Anny Ondra.
Nach der Machtergreifung kehrte die Künstlerin in die dänische Heimat zurück, spielte dort Theater und trat 1935 mit einer Hauptrolle in einer Romanverfilmung letztmals vor die Kamera. Danach verliert sich ihre Spur. Während ihre Tochter Helen nach 1945 in der Bundesrepublik zahlreiche Theaterrollen übernahm, ist deren Mutter als Künstlerin nicht mehr nachzuweisen. Sie starb 1956. Ihre Enkelin Suzanne Doucet arbeitet als Sängerin und Komponistin.
Sie war von 1924 bis 1935 mit Friedrich Maximilian Alfred Harald Freiherr von Lauer-Münchhofen verheiratet.

## Filmografie
- 1921: Sappho
- 1926: Metropolis
- 1926: Schenk mir das Leben
- 1927: Das Mädchen ohne Heimat
- 1927: Stolzenfels am Rhein
- 1927: Glanz und Elend der Kurtisanen
- 1927: Die rollende Kugel
- 1927: Sturmflut
- 1929: Madame im Strandbad (Venus im Weltbad)
- 1930: Eine Freundin so goldig wie du
- 1935: Det gyldne smil